# Raimangal River
Raimangal River är ett vattendrag i Bangladesh, på gränsen till Indien.   Det ligger i provinsen Khulna, i den södra delen av landet, 260 km sydväst om huvudstaden Dhaka.
Trakten runt Raimangal River består huvudsakligen av våtmarker.